# 레몬 (기업)
주식회사 레몬은 대한민국의 첨단 소재 기업으로, 본사는 경상북도 구미시 산동읍 산호대로 1105-65에 위치해 있으며 대구사업장은 대구광역시 달서구 성서로 64길 26에 위치해 있다.

## 같이 보기
- 톱텍